# Langues cangin
Surtout présentes dans la région de Thiès dans le nord-ouest du Sénégal, les langues cangin se rattachent à la branche nord des langues atlantiques, au sein des langues nigéro-congolaises.
Il s’agit principalement du safen, du ndut, du noon, du laalaa et du palor.